# 윌리엄 라이언 매켄지 킹
윌리엄 라이언 매켄지 킹(William Lyon Mackenzie King, OM, CMG, 1874년 12월 17일~1950년 7월 22일)은 캐나다의 정치인이다. 총리를 3차례(1921~1926, 1926~1930, 1935~1948) 지냈다. 역대 캐나다 총리 중 가장 긴 재임 기간을 가지고 있다.

## 생애

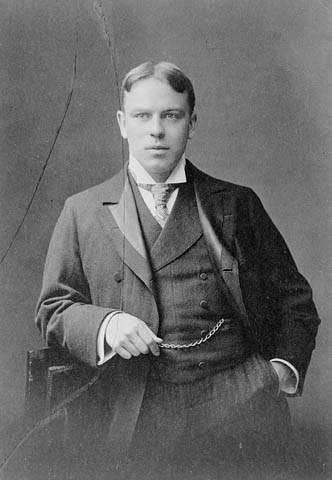
1899년경의 킹

온타리오주 베를린(현재의 키치너)에서 태어났다. 그의 부모는 스코틀랜드계이며, 독실한 장로교 신자들이었다.
1891년 토론토 대학교에 입학하여 학사과정을 마치고 1896년 오스굿홀 로스쿨에서 법학 학사학위를 취득하였다. 대학을 나온 후 아버지의 법률 사무소에서 일하였다. 1897년에 토론토 대학에서 석사학위를 취득하고 시카고 대학에서 경제학을 공부했다. 그후 하버드 대학교에서 1898년에 정치경제학 석사과정을 마쳤고 1909년에는 하버드에서 "동양인들의 캐나다 이민"("Oriental Immigration to Canada")을 연구한 논문으로 박사 학위를 받았다. 그는 역대 캐나다 총리 중 유일하게 박사 학위를 소유했다.
1908년 국회에 선출되어 이듬해 7월 2일 노동부 장관이 되었다. 1919년 자유당 당수로 뽑혀 1921년 12월에 실시된 총선에서 승리하여 총리가 되었다.

## 집권1기

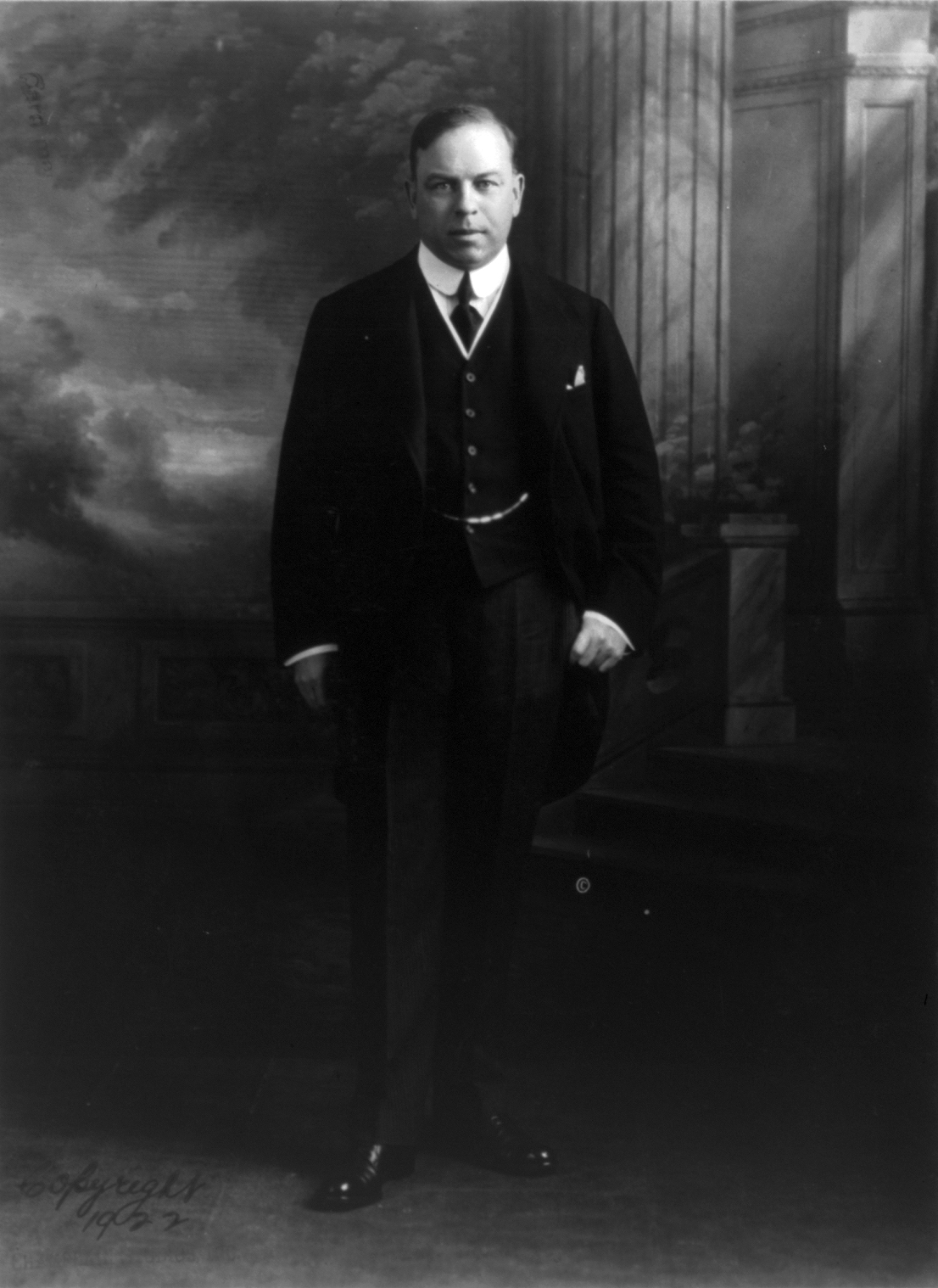
집권 1기 초반의 킹

번영 시기의 타락이었던 1921년 12월 29일에 취임하여, 무역을 늘리기 위해 관세의 비율을 낮추었다. 1924년 정부는 1913년 이래 처음으로 그 예산의 균형을 이루었다. 파탄에 이르렀던 캐나다 내셔널 철도가 이득을 보이기 시작하였다.
뛰어난 집권1기는 캐나다 정부의 국제 관계에서 이룬 향상이었다. 1922년 그는 영국의 터키와의 전쟁을 후원하는 데 거부하였다. 1923년 캐나다가 처음으로 홀로 다른 나라와 조약을 맺었는데, 태평양에서의 넙치잡이를 단속하는 결과를 가져왔다. 그해에 열린 대영 제국 회의에서 제국 국가들 사이의 공동 외교를 위한 영국의 노력에 성공적으로 반대하였다.

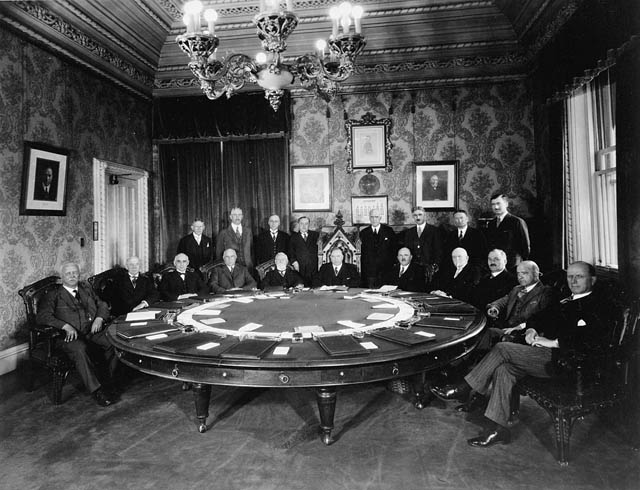
킹 내각 각료 회의 (1930년)

1926년 6월 28일에 사임하였다.

## 집권2기
1926년 9월 25일에 다시 총리에 재임하여, 같은 해에 열린 대영제국 회의에서 캐나다 자치권을 위한 싸움을 계속 하였다. 그 회의는 영국과 모든 자치령 사이에 동등한 지위를 가졌다는 성명을 채택하였다.
1927년 노인 연금의 실시와 함께 캐나다의 첫 연방 복지 계획이 시작되었다. 킹은 또한 실업 보험에 찬성하였으나, 1940년까지 모든 주들이 후원하는 데 확신하지 못하였다. 게다가 전 세계에 닥친 대공황에 의하여 캐나다에도 실업자들의 수가 늘어났다. 그 대책에 실패하여 1930년 총선에서 패하였고, 8월 7일에 다시 사임하였다.

## 집권3기

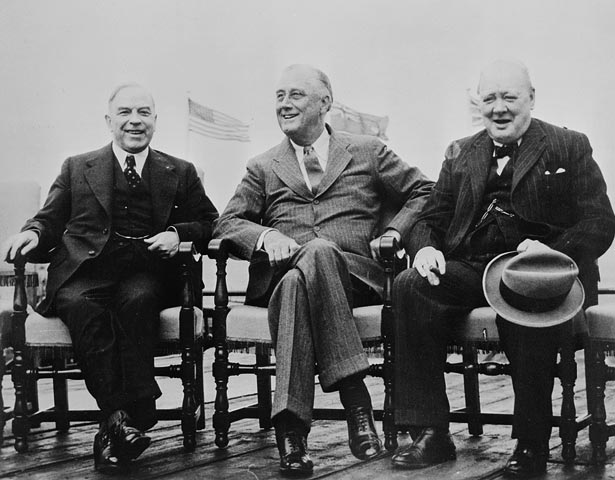
퀘벡 회담에서 루스벨트와 처칠과 함께 (1943년)

1935년 10월 23일 3번째로 다시 총리에 취임하였다. 정부는 취업을 늘이기 위해 더욱 자유로운 무역을 통과시켰고, 영국과 미국을 상대로 하는 무역 협정에 협상하였다. 킹은 여러 주의 재정을 다시 세우기 위하여, 심의회를 임명하였다.
유럽에서 제2차 세계 대전이 일어나자, 영국이 전쟁에 관련되느냐에 의하여 영국계와 프랑스계 주민들 사이에 참전에 관한 찬성, 반대 시위가 일어났다. 결국 캐나다는 연합국 측에 가담하여, 독일, 이탈리아, 일본에 차례대로 선전포고를 하였다. 그러나 많은 프랑스계 주민들이 징병을 거부하자, 킹은 양 계통 사이의 조화를 이루기 위하여 장기간 내로 회피하였다. 1942년 정부는 징병을 인정하고, 1944년에 많은 군사들을 모집하였다. 1943년 영국의 윈스턴 처칠 총리와 미국의 프랭클린 D. 루스벨트 대통령과 함께 퀘벡에서 회담을 가지기도 하였다.
전쟁이 끝난 1945년 총선에서 자유당이 다시 압승하자, 킹은 전쟁 처리, 산업 증강, 군사 보존의 성공에 공헌하였다. 1948년 1월에 건강이 악화되자 사임을 선언, 11월 15일에 총리직에서 물러났다.

## 사망
말년을 오타와 근교의 가티노 힐(Gatineau Hill)에 있는 시골집에서 보내다가, 1950년 7월 20일에 사망하였다. 현재 통용되고 있는 캐나다 50달러 지폐에는 그의 초상화가 그려져 있다.

## 서훈
- 1906년 세인트마이클앤드세인트조지 훈장 3등급(CMG)
- 1947년 오더 오브 메리트(Order of Merit, OM)

## 역대 선거 결과
| 선거명      | 직책명                         | 대수 | 정당          | 득표율   | 득표수  | 결과 | 당락                       |
| ----------- | ------------------------------ | ---- | ------------- | -------- | ------- | ---- | -------------------------- |
| 1908년 선거 | 하원의원 (워털루 노스 선거구)  | 11대 | 캐나다 자유당 | 51.58%   | 3,469표 | 1위  | 워털루 노스 하원의원 당선  |
| 1909년 선거 | 하원의원 (워털루 노스 선거구)  | 11대 | 캐나다 자유당 | 단독후보 | 무투표  | 1위  | 워털루 노스 하원의원 당선  |
| 1911년 선거 | 하원의원 (워털루 노스 선거구)  | 12대 | 캐나다 자유당 | 47.82%   | 3,459표 | 2위  | 낙선                       |
| 1917년 선거 | 하원의원 (요크 노스 선거구)    | 13대 | 캐나다 자유당 | 42.09%   | 2,870표 | 2위  | 낙선                       |
| 1919년 선거 | 하원의원 (프린스 선거구)       | 13대 | 캐나다 자유당 | 단독후보 | 무투표  | 1위  | 프린스 하원의원 당선       |
| 1921년 선거 | 하원의원 (요크 노스 선거구)    | 14대 | 캐나다 자유당 | 42.17%   | 5,167표 | 1위  | 요크 노스 하원의원 당선    |
| 1922년 선거 | 하원의원 (요크 노스 선거구)    | 14대 | 캐나다 자유당 | 단독후보 | 무투표  | 1위  | 요크 노스 하원의원 당선    |
| 1925년 선거 | 하원의원 (요크 노스 선거구)    | 15대 | 캐나다 자유당 | 48.74%   | 9,534표 | 2위  | 낙선                       |
| 1926년 선거 | 하원의원 (프린스앨버트 선거구) | 15대 | 캐나다 자유당 | 77.50%   | 7,920표 | 1위  | 프린스앨버트 하원의원 당선 |
| 1926년 선거 | 하원의원 (프린스앨버트 선거구) | 16대 | 캐나다 자유당 | 64.87%   | 8,933표 | 1위  | 프린스앨버트 하원의원 당선 |
| 1926년 선거 | 하원의원 (프린스앨버트 선거구) | 16대 | 캐나다 자유당 | 단독후보 | 무투표  | 1위  | 프린스앨버트 하원의원 당선 |
| 1930년 선거 | 하원의원 (프린스앨버트 선거구) | 17대 | 캐나다 자유당 | 53.43%   | 9,283표 | 1위  | 프린스앨버트 하원의원 당선 |
| 1935년 선거 | 하원의원 (프린스앨버트 선거구) | 18대 | 캐나다 자유당 | 54.67%   | 9,087표 | 1위  | 프린스앨버트 하원의원 당선 |
| 1940년 선거 | 하원의원 (프린스앨버트 선거구) | 19대 | 캐나다 자유당 | 45.96%   | 8,310표 | 1위  | 프린스앨버트 하원의원 당선 |
| 1945년 선거 | 하원의원 (프린스앨버트 선거구) | 20대 | 캐나다 자유당 | 40.32%   | 7,799표 | 2위  | 낙선                       |
| 1945년 선거 | 하원의원 (글렌개리 선거구)     | 20대 | 캐나다 자유당 | 93.34%   | 4,551표 | 1위  | 글렌개리 하원의원 당선     |